# Tempestade tropical Goni (2009)
A tempestade tropical Goni (designação internacional: 0907; designação do JTWC: 08W; designação filipina: Jolina) foi um ciclone tropical que afetou as Filipinas e o sul da China no final de julho e início de agosto de 2009. Sendo o nono ciclone tropical significativo e a sétima tempestade tropical da temporada de tufões no Pacífico de 2009, Goni formou-se de uma ampla área de perturbações meteorológicas a leste das Filipinas em 30 de julho, segundo a Administração de Serviços Atmosféricos, Geofísicos e Astronômicos das Filipinas (PAGASA). O sistema afetou o norte do arquipélago filipino no dia seguinte, e seguiu para o mar da China Meridional, onde se tornou uma depressão tropical em 2 de agosto, e uma tempestade tropical no dia seguinte. Na noite (UTC) de 4 de agosto, Goni atingiu a costa do sul da China, logo a oeste de Macau, com ventos de até 85 km/h, segundo o Joint Typhoon Warning Center (JTWC), ou 65 km/h, segundo a Agência Meteorológica do Japão (AMJ). Sobre a China, Goni se enfraqueceu rapidamente, mas voltou a se organizar assim que alcançou o golfo de Tonkin, voltando a se intensificar. Porém, as condições meteorológicas não estavam favoráveis, e Goni dissipou-se totalmente em 9 de agosto.
O sistema predecessor de Goni (já chamado de tempestade tropical "Jolina" nas Filipinas) causou chuvas intensas em Luzon, norte das Filipinas. As severas enchentes e deslizamentos de terra causaram pelo menos 12 fatalidades no arquipélago, deixando outros dois desaparecidos. No sul da China, mais de 1,6 milhões de pessoas foram afetadas pela tempestade, que causou sete fatalidades no país.

## História meteorológica

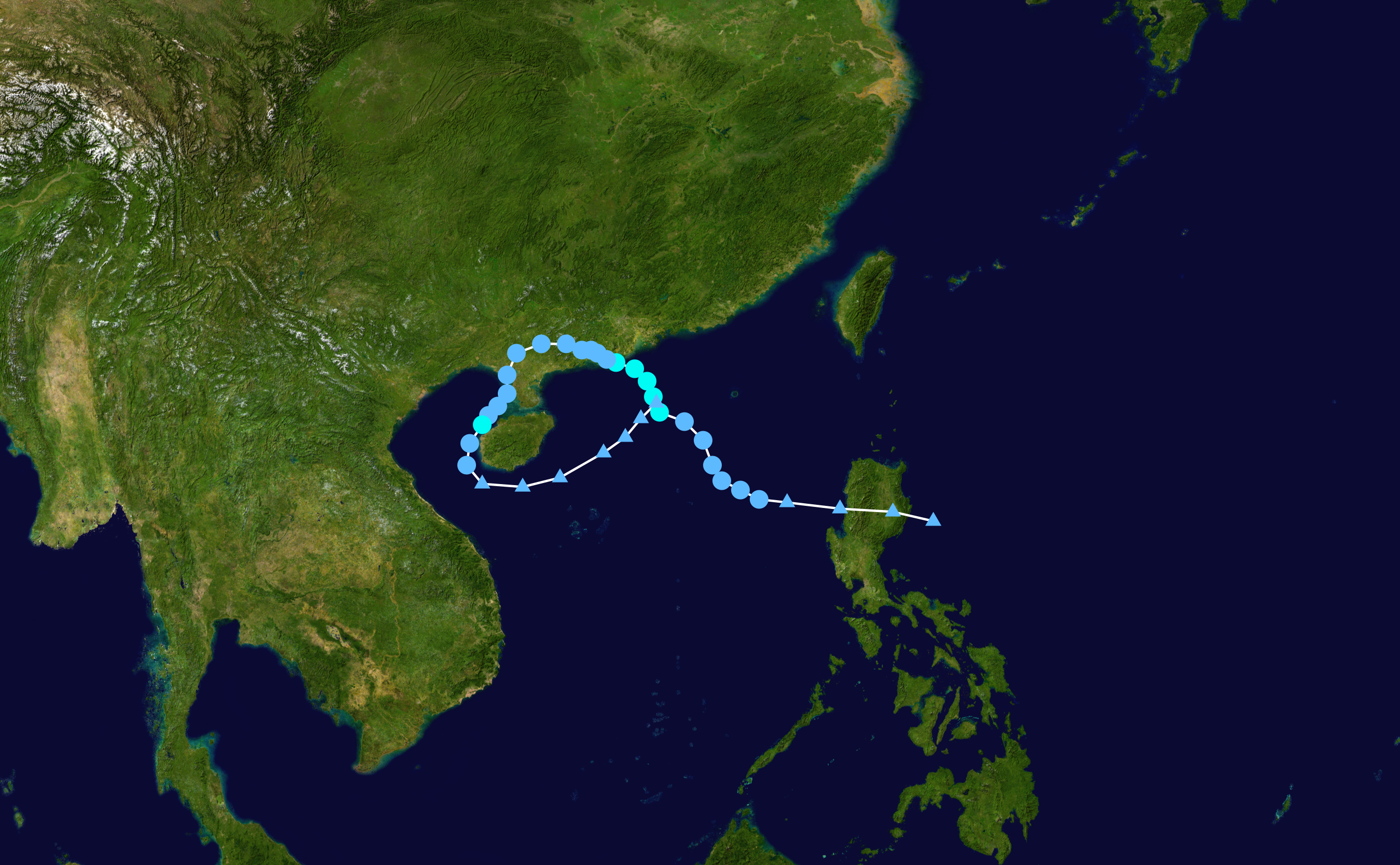
O caminho de Goni

A tempestade tropical Goni formou-se de uma área de perturbações meteorológicas a nordeste de Palau. Inicialmente, o sistema estava embebido numa região com cisalhamento do vento moderado, mas bons fluxos de saída auxiliavam a gradual organização do sistema. As condições meteorológicas desfavoráveis levaram à dissipação da perturbação em 29 de julho. No dia seguinte, a perturbação se regenerou. Porém, sendo muito amplo, com múltiplos centros ciclônicos de baixos níveis menores, e sendo afetado por forte cisalhamento do vento, a perturbação não foi capaz de se organizar rapidamente. Por outro lado, a formação de novas áreas de convecção profunda auxiliava a tendência de organização do sistema. Durante a tarde de 30 de julho, a Administração de Serviços Atmosféricos, Geofísicos e Astronômicos das Filipinas (PAGASA) classificou o sistema para uma depressão tropical, e lhe atribuiu o nome filipino de "Jolina". A partir de 31 de julho, a perturbação começou a ficar mais bem organizado, com a formação de novas áreas de convecção profunda no centro do sistema, associado à melhora dos fluxos de saída setentrionais, que estavam até então restritas. Ainda na manhã (UTC) daquele dia, a Agência Meteorológica do Japão (AMJ) classificou o sistema como uma depressão tropical menor. O Joint Typhoon Warning Center (JTWC) emitiu um Alerta de Formação de Ciclone Tropical (AFCT) sobre o sistema assim que observações meteorológicas de navios juntamente com dados do satélite QuikSCAT revelaram que a perturbação estava se organizando continuamente assim que seguia para uma região de condições meteorológicas mais favoráveis. No entanto, horas depois, a perturbação fez landfall na costa leste da ilha filipina de Luzon, perto da cidade de Casiguran. A partir de então, a perturbação começou a ser seriamente afetada pelos terrenos montanhosos da ilha, que quebraram a organização de sua circulação ciclônica de baixos níveis. Porém, logo que a perturbação alcançou o mar da China Meridional, o sistema voltou a se organizar novamente, e no início da madrugada de 2 de agosto, o JTWC voltou a emitir um outro Aviso de Formação de Ciclone Tropical Sobre o sistema. Algumas horas depois, a AMJ classificou o sistema como uma depressão tropical plena. O sistema continuou a se intensificar gradualmente, e durante a noite (UTC) daquele dia, a perturbação já exibia organização suficiente para ser declarado pelo JTWC como uma depressão tropical, que atribuiu à depressão a designação "08W".

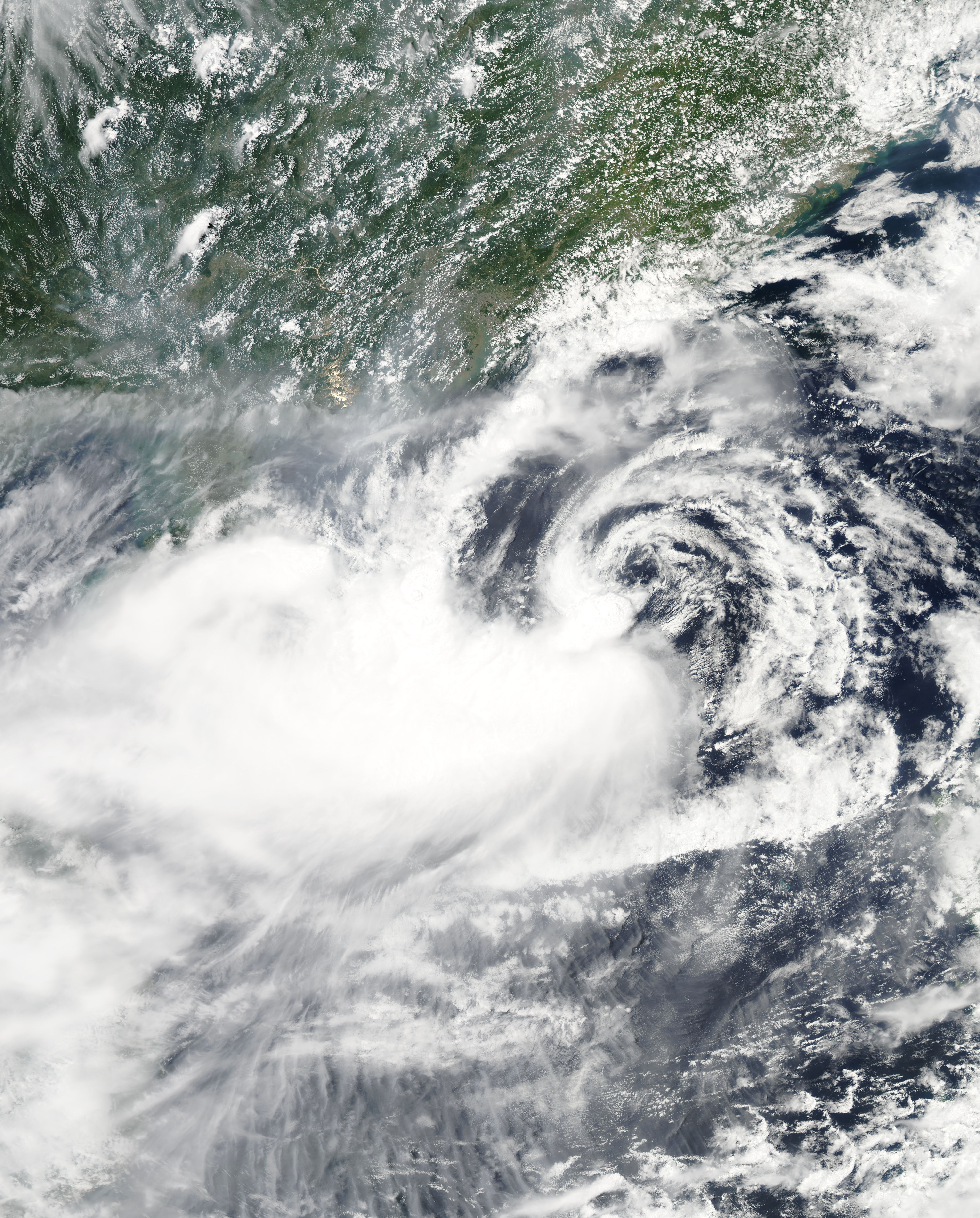
A tempestade tropical Goni em 3 de agosto

Seguindo para oeste-noroeste através da periferia sul de uma área de alta pressão sobre a China, o sistema continuou a se organizar lentamente, já que as condições meteorológicas permaneciam desfavoráveis com o cisalhamento do vento moderado a forte. Mais tarde naquele dia, a AMJ classificou a depressão para uma tempestade tropical, atribuindo-lhe o nome "Goni", nome submetido à lista de nomes de tufões pela Coreia do Sul, e significa "cisne" em coreano. O sistema não conseguiu se intensificar rapidamente devido aos efeitos do forte cisalhamento do vento, que removia praticamente todas as suas áreas de convecção de seu centro ciclônico. Mesmo assim, Goni foi capaz de se intensificar lentamente mesmo sob condições meteorológicas desfavoráveis. Naquela noite (UTC), o JTWC também classificou o sistema para uma tempestade tropical. A partir de então, Goni começou a seguir para noroeste assim que a área de alta pressão ao seu norte se enfraqueceu. O cisalhamento do vento diminuiu em 4 de agosto, o que permitiu uma ligeira intensificação da tempestade, que atingiu seu pico de intensidade naquela tarde, com ventos máximos sustentados de 85 km/h, segundo o JTWC, ou 65 km/h, segundo a AMJ.
Poucas horas depois, Goni fez landfall na costa do sul da China, logo a oeste de Macau, durante seu pico de intensidade. Sobre o sul da China, Goni rapidamente se enfraqueceu devido à interação com terra, e o JTWC desclassificou o sistema para uma depressão tropical e emitiu seu aviso final sobre o sistema no início da madrugada de 5 de agosto.
 Mais tarde naquele dia, a AMJ também desclassificou Goni para uma depressão tropical.
Porém, o sistema começou a seguir para sudeste, e alcançou novamente o mar em 7 de agosto. Sobre o golfo de Tonkin, Goni voltou a formar novas áreas de convecção profunda em torno de um centro ciclônico de baixos níveis em desenvolvimento. Durante aquela noite (UTC), Goni já mostrava organização suficiente para ser declarado novamente como uma tempestade tropical, segundo o JTWC. Entretanto, Goni não conseguiu suportar novamente os efeitos do forte cisalhamento do vento, que novamente removeu suas áreas de convecção profunda de seu centro, causando o seu enfraquecimento. Com isso, o JTWC desclassificou Goni novamente para uma depressão tropical durante a manhã (UTC). O forte cisalhamento do vento separou a circulação ciclônica de altos e médios níveis da circulação ciclônica de baixos níveis. Com isso, Goni degenerou-se para uma área de baixa pressão remanescente naquela noite (UTC). A AMJ fez o mesmo durante a manhã (UTC) de 9 de agosto.

## Preparativos e impactos

### Filipinas

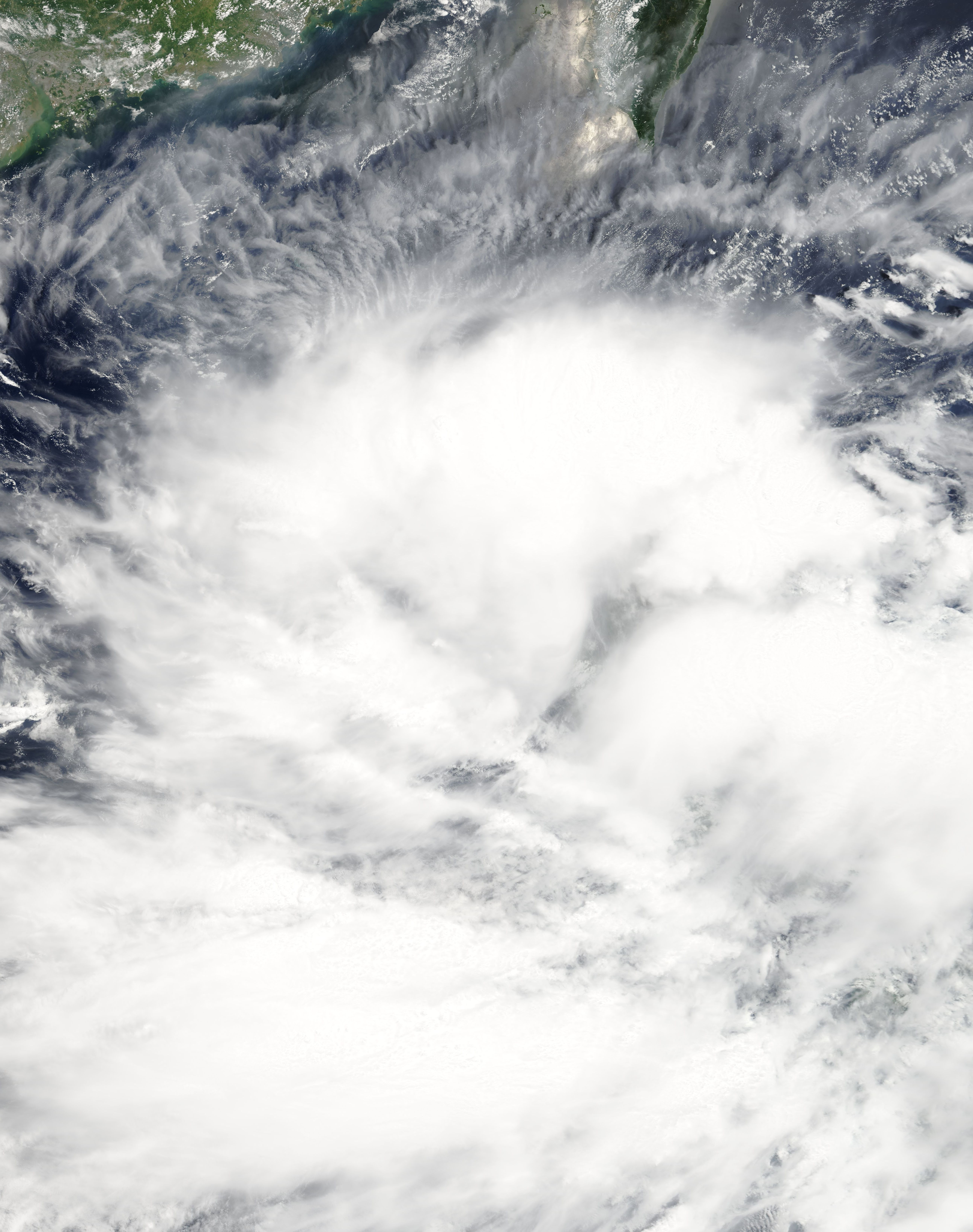
O sistema predecessor de Goni (já considerado como a tempestade tropical "Jolina" pela PAGASA, atingindo o norte das Filipinas em 31 de julho

Antes da chegada do sistema que virias a ser a tempestade tropical nas Filipinas, a Administração de Serviços Atmosféricos, Geofísicos e Astronômicos das Filipinas (PAGASA) emitiu alertas públicos de tempestade para a maior parte de Luzon, norte do arquipélago. O sistema, que ganhou o nome filipino de "Jolina", atingiu a costa leste de Luzon, perto da cidade de Casiguran, na província de Aurora. O sistema tropical levou à intensificação da monção sobre as Filipinas, levando a chuvas torrenciais sobre todo o norte das Filipinas. As chuvas fortes levaram à enchentes e deslizamentos de terra, afetando mais de 220.000 pessoas somente no arquipélago em no mínimo 44 municípios e 4 cidades em 13 províncias filipinas. Pelo menos 9.800 pessoas ficaram desabrigadas, e tiveram que recorrer a abrigos de emergência. As chuvas fortes causaram pelo menos 12 fatalidades e deixaram outras 10 feridas. Duas pessoas ainda continuam desaparecidas até a presente data. Seis taiwaneses foram resgatados ao largo da costa norte de Luzon enquanto praticavam mergulho esportivo; os taiwaneses foram surpreendidos pela chegada da tempestade. 300 residências foram danificadas pela tempestade, sendo que 88 foram completamente destruídas.
Os prejuízos econômicos foram grandes nas Filipinas. Os prejuízos econômicos na agricultura filipina causada pelo sistema tropical totalizaram mais de 24 milhões de pesos filipinos (pouco mais de 500.000 dólares - valores em 2009). Os danos causados por Jolina (Goni) na infraestrutura do país totalizaram mais de 104 milhões de pesos filipinos (cerca de 2,2 milhões de dólares).

### China
O Observatório de Hong Kong (HKO) emitiu alertas de tempestade para Hong Kong com a aproximação de Goni da cidade. Os governos das províncias chinesas de Guangdong (Cantão), Guangxi e Hainan emitiram também alertas de tempestade. O ministro dos assuntos civis chinês ordenou a abertura de três abrigos de emergência nestas províncias. Os governos destas províncias também ordenou o retorno obrigatório de mais de 20.000 barcos pesqueiros do mar da China Meridional.
Em Hong Kong, não houve relatos de impactos significativos relacionados a Goni. Apenas quatro voos foram cancelados e outros 17 atrasados no Aeroporto Internacional de Hong Kong. Apenas uma pessoa ficou ferida na cidade devido aos efeitos da tempestade. Mesmo assim, a região registrou fortes chuvas; numa estação meteorológica de Guangdong, a precipitação acumulada chegou a 400 mm durante a passagem da tempestade, mais do que a média mensal na região. Estas fortes chuvas causaram severas enchentes, que destruíram pelo menos 730 residências na província. Uma pessoa morreu enquanto dirigia em Guangdong, arrastada pela enxurrada que afetada uma autoestrada.
Em Hainan, a navegação de balsas no estreito de Qiongzhou foi suspensa, deixando muitas pessoas, incluindo turistas, presas nos portos de embarque. O serviço de balsas retornou apenas quatro dias depois, em 8 de agosto. Pelo menos 20 embarcações de pesca da China, do Vietnã e do Camboja foram naufragadas pelas fortes ondas causadas por Goni no mar da China Meridional, deixando pelo menos 156 pessoas desaparecidas. Porém, o governo chinês disse mais tarde que 146 pessoas foram encontradas, reduzindo o número de desaparecidos para apenas 10. Mais tarde, foi confirmado outros 16 pescadores desaparecidos, elevando o número de desaparecidos para 26. Também foram confirmadas três mortes de pescadores. Dois dias mais tarde, foram confirmadas outras três mortes de pescadores ao largo da costa de Hainan. Além disso, o número de pessoas afetadas pela tempestade na ilha aumentou para 1,6 milhões. O número de desabrigados aumentou para 92.000, e as autoridades de mitigação de desastres confirmaram que 575 residências foram completamente destruídas. Com isso, o total de residências destruídas pela tempestade aumentou para 1.307. Outras 2.310 foram danificadas somente em Hainan. A agricultura na região também foi afetada; pelo menos 65.000 hectares de plantações foram destruídos. Horas mais tarde, outro corpo, de um pescador, foi descoberto, elevando o número de mortes para sete. Por outro lado, 10 pescadores foram encontrados vivos, diminuindo o número de desaparecidos para 16. Na ilha, mais de um milhão de pessoas foram afetadas de alguma forma pela tempestade, deixando mais de 185,7 milhões de yuan (27,3 milhões de dólares) em prejuízos econômicos.

## Após a tempestade
As enchentes e os deslizamentos de terra e as avalanches de lama fecharam várias grandes autoestradas do norte das Filipinas. Várias comunidades ficaram completamente isoladas. Organizações governamentais e não-governamentais auxiliaram no processo de auxílio às vítimas de Jolina (Goni); as doações e a liberação de verbas totalizaram quase 1,6 milhões de pesos filipinos (cerca de 33.000 dólares- valores em 2009).